# Gippsland Falcons
Der Gippsland Falcons Soccer Club war ein australischer Fußballverein aus Morwell, Australien. Der Club spielte von 1992 bis zur Auflösung im Jahr 2001 in der National Soccer League. Der Verein war auch als Morwell Falcons und Eastern Pride bekannt.

## Geschichte
Der Club wurde im Jahr 1961 durch italienische Einwanderer gegründet. Der im Jahr 1963 in Morwell Falcons umbenannte Verein spielte die ersten Jahre in der La Trobe soccer league. In den 70er-Jahren wurde der Club in die Victorian Premier League aufgenommen. Im Jahr 1984 folgte erstmals der Gewinn der Victorian Premier League. Fünf Jahre später gelang erneut der Titelgewinn, die Falcons traten dadurch gegen West Adelaide SC, den Gewinner der South Australian State League, in zwei Partien um den Aufstieg in die National Soccer League an. Nach zwei Niederlagen wurde der Aufstieg vorerst verpasst. Im Jahr 1992 wurde der Verein schließlich in die National Soccer League aufgenommen. In den folgenden Jahren in der National Soccer League konnten die Falcons keine größeren Erfolge feiern und gewannen mit dem Dockerty Cup im Jahr 1994 ihren einzigen Pokal. Im selben Jahr wurde die Finalrunde nur knapp verpasst. 1995 konnten sich die Falcons erstmals für die Playoffs qualifizieren, unterlagen jedoch deutlich gegen South Melbourne FC. Im Jahr 1996 wurde der Verein in Gippsland Falcons umbenannt. In den letzten fünf Jahren der Vereinsgeschichte blieb die Mannschaft hinter ihren Möglichkeiten zurück und platzierte sich jeweils auf den hinteren Rängen. Der Verein wurde im Jahr 2001 offiziell aufgelöst.

## Erfolge
- Victorian Premier League: 1984, 1989
- Dockerty Cup: 1994[4]

## Spieler
- Sean Douglas (1995–1996)
- Eddie Krnčević (1996–1997)
- Archie Thompson (1996–1998)
- John Hutchinson (1997–2001)
- Scott McDonald (1998–1999)
- Eugene Galekovic (2007–)
- Adam Griffiths (2010)